# Xã Hillsdale, Michigan
Xã Hillsdale (tiếng Anh: Hillsdale Township) là một xã thuộc quận Hillsdale, tiểu bang Michigan, Hoa Kỳ. Năm 2010, dân số của xã này là 2.033 người.